# 明暗对照法

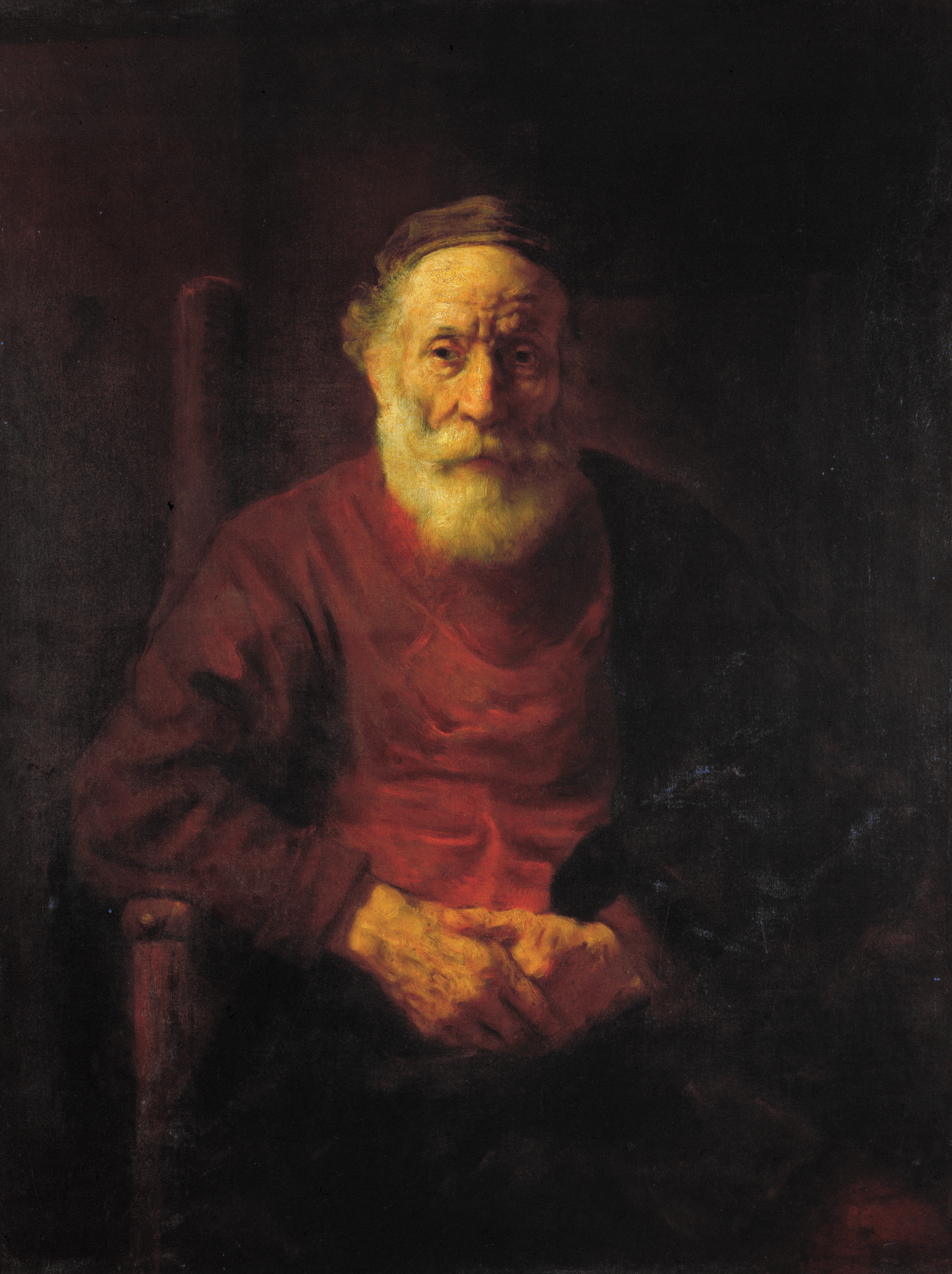
伦勃朗运用明暗对照法的作品《红衣老者》（An Old Man in Red）

明暗对照法（義大利語：chiaroscuro），源于意大利语的“明”（chiaro）与“暗”（scuro），是文艺复兴时期发展出的绘画技法，通过强烈明暗对比的基调以塑造三维立体的效果。
传统上，运用明暗对照法的绘画会使用白色水粉画亮部，而用画纸本色或墨水等画暗部。达芬奇、卡拉瓦乔、伦勃朗等画家都以此技法见长。
明暗对照法这一概念后来还被摄影领域所借用。